# Diadromus zwakhalsi
Diadromus zwakhalsi är en stekelart som beskrevs av Diller 1996. Diadromus zwakhalsi ingår i släktet Diadromus och familjen brokparasitsteklar. Inga underarter finns listade i Catalogue of Life.